# Uncharted: L'eredità perduta
Uncharted: L'eredità perduta (Uncharted: The Lost Legacy) è un videogioco action-adventure del 2017, sviluppato da Naughty Dog e pubblicato da Sony Interactive Entertainment in esclusiva per PlayStation 4. Si tratta di uno spin-off della serie di videogiochi Uncharted.
Uncharted: L'eredità perduta è uscito il 22 agosto 2017 in Nord America e il 23 agosto in Europa. Il suo sviluppo è iniziato nel maggio del 2016, dopo la pubblicazione di Uncharted 4: Fine di un ladro, e inizialmente doveva essere un DLC a pagamento di quest'ultimo, prima di diventare un videogioco a sé stante.
Nel 2022 è stato distribuito in versione rimasterizzata insieme a Uncharted 4: Fine di un ladro nella raccolta Uncharted: Raccolta L'eredità dei ladri per PlayStation 5 e Microsoft Windows.

## Trama
Chloe Frazer, cacciatrice di tesori amica di Nathan Drake, è sulle tracce della Zanna di Ganesh, importante reliquia dell'Impero Hoysala andata perduta. Per riuscire nell'impresa, assolda Nadine Ross, ex-mercenaria vista in Uncharted 4. Grazie all'aiuto di Meenu, una bambina che la aiuta a superare le guardie, Chloe raggiunge Nadine a Calcutta, infiammata da una guerra civile, e insieme penetrano nel covo di Asav, capo dei ribelli, a sua volta sulle tracce della Zanna. L'uomo millanta di essere l'ultimo discendente degli Hoysala, e di voler utilizzare la Zanna come vessillo per fomentare una rivolta popolare. Le due riescono a rubare un artefatto a forma di disco che si dice possa rivelare l'ingresso agli ultimi domini dell'Impero e una mappa stilata da un esperto che pare stia aiutando Asav nella sua ricerca; attaccate dalle guardie del nemico, Chloe e Nadine riescono a scappare.
La mappa le porta sulle montagne indiane, in una valle ricca di rovine Hoysala. Qui, le due risolvono alcuni enigmi collegati agli oggetti propri del mito di Ganesh: l'arco di Shiva, padre del dio, il suo tridente e l'ascia con cui Parashurama gli staccò la zanna. Così facendo, riescono ad aprire il cancello che porta ad Halebidu (la capitale più recente), la più piccola delle città dell'Impero Hoysala, dove si dice che sia nascosta la Zanna. Durante il viaggio, tra le due donne nasce una reciproca amicizia, e Chloe rivela a Nadine che già suo padre prima di lei aveva cercato di arrivare alla Zanna, prima di finire ucciso dai banditi. Una volta giunte nella città, le due scoprono le tracce di un'antica guerra tra gli Hoysala e l'esercito persiano giunto a reclamare la Zanna, ma subito comprendono che, in realtà, l'artefatto non è mai stato là, e che l'intera città era una falsa pista per proteggere il vero nascondiglio della Zanna, che si trova a Belur, la vecchia capitale. Le due seguono un antico acquedotto che collega Halebidu a Belur, ma vengono attaccate da Asav, che riesce a sottrarre loro il disco-chiave.
Chloe e Nadine riescono con molta difficoltà a fuggire; mentre spiano le truppe di Asav, si rendono conto che l'esperto al soldo dell'uomo è Sam Drake, fratello di Nathan e vecchio nemico di Nadine. Quando questa esprime il suo intento di ucciderlo per quello che le ha fatto passare, Chloe le rivela che, in realtà lei sapeva fin dall'inizio del suo coinvolgimento: lei e Sam stavano cercando insieme la Zanna, finché l'uomo non era stato catturato da Asav. Chloe aveva poi ingaggiato Nadine per cercare la Zanna e, soprattutto, per salvare Sam, tenendola all'oscuro di questo, nel timore che il loro passato potesse compromettere la missione. Nadine reagisce rabbiosamente alla rivelazione e abbandona Chloe, ma poco dopo la aiuta a scappare dai ribelli e pian piano fanno pace.
Le due si fanno strada fino a Belur, dove risolvono numerosi enigmi e riescono ad arrivare nel tempio dov'è custodita la Zanna; qui, però, vengono raggiunte da Asav, che costringe Chloe a risolvere l'ultimo enigma al prezzo delle vite di Sam e Nadine. Una volta ottenuta la Zanna, Asav innesca una trappola e abbandona lì i tre, mentre il tempio va allagandosi.
Chloe riesce a liberare Nadine e Sam, e, nonostante le tensioni tra questi, il gruppo si rimette sulle tracce di Asav. I tre scoprono che questi si è alleato con la Shoreline, il gruppo di mercenari di cui Nadine era a capo, cosa che sciocca la donna. Asav fa un baratto con Orca, il nuovo capo della Shoreline: la Zanna in cambio di un'enorme cassa di materiale bellico, che viene caricato su un treno. I tre raggiungono Orca e lo affrontano per riprendersi la Zanna; sconfitto, il mercenario rivela di aver ceduto ad Asav una gigantesca bomba che l'uomo vuole far arrivare in città tramite la ferrovia dismessa. Orca poi tenta di uccidere Nadine, ma Sam la salva. Chloe decide di provare a fermare il treno prima che arrivi a Calcutta: durante il percorso, ha compreso che suo padre era arrivato a un passo dalla Zanna, ma l'aveva abbandonata per proteggere la sua famiglia. Allo stesso modo, lei vuole salvare gli abitanti della città. Sam e Nadine, inizialmente ritrosi, decidono di aiutarla nell'impresa.
I tre rubano una jeep e inseguono il treno, combattendo contro l'esercito di Asav. Nadine e Chloe riescono in extremis ad attivare una leva di scambio, deviando il percorso del treno dalla città a un ponte diroccato. Riescono poi a raggiungere il vagone dov'è contenuta la bomba, dove combattono Asav e riescono a intrappolargli una gamba sotto l'ordigno. Le due fuggono mentre il treno cade in un burrone, facendo esplodere la bomba e uccidendo Asav.
Riuniti, Chloe, Sam e Nadine riflettono sul futuro e su quello che l'avventura ha lasciato a ognuno: Nadine, che inizialmente desiderava riprendersi la Shoreline, decide di lasciare la sua attività di mercenaria e seguire Chloe come cacciatrice di tesori. Sam reagisce con orrore alla loro decisione di cedere la Zanna al Ministero della Cultura indiano, consapevole che questo non pagherà molto.
Durante i titoli di coda, si vedono Sam, Nadine e Chloe mangiare una pizza con Meenu, la bambina che aveva aiutato Chloe all'inizio dell'avventura.

## Modalità di gioco
Uncharted: L’eredità perduta è un videogioco di avventura dinamica in terza persona. I giocatori controllano Chloe Frazer, una cacciatrice di tesori abile e in grado di saltare, arrampicarsi, nuotare ed eseguire azioni acrobatiche. In combattimento, è possibile utilizzare armi da fuoco a lungo raggio, come fucili, e a corto raggio, come pistole e revolver; sono disponibili anche esplosivi, come granate e C4; vi è anche la possibilità di utilizzare armi e tattiche stealth per uccidere silenziosamente i nemici. Mentre il gioco è lineare, gli ambienti presentano percorsi multipli da esplorare e in alcuni tratti del gioco è possibile guidare veicoli; le mappe sono più grandi di quelle di Uncharted 4 e sono presenti più enigmi, oltre alla nuova abilità di scassinamento delle serrature. Un'altra novità è che, durante l'avventura, Chloe porterà con sé il proprio telefono grazie al quale, in alcune circostanze, sarà possibile scattare delle foto.
La Naughty Dog ha permesso al team di sviluppare un ambiente per volta de L'eredità perduta. La diversità naturale dei Ghati occidentali gli ha permesso di esplorare differenti ambientazioni: giungle, montagne, templi e ambienti urbani. L'iconografia e le divinità dell'India sono risultate interessanti per il team. La meccanica dei combattimenti di Uncharted è stata rivisitata per adattarla allo stile di combattimento di Chloe; mentre Nathan ha uno stile di combattimento tipico dei lottatori, Chloe utilizza tecniche di arti marziali.
Il gioco dà accesso al multiplayer di Uncharted 4: Fine di un ladro, con contenuti aggiuntivi legati a L'eredità perduta.

## Doppiaggio
| Personaggio        | Doppiatore    | Doppiatore        |
| ------------------ | ------------- | ----------------- |
| Chloe Frazer       | Claudia Black | Aglaia Zannetti   |
| Nadine Ross        | Laura Bailey  | Gea Riva          |
| Samuel "Sam" Drake | Troy Baker    | Lorenzo Scattorin |
| Asav               | Usman Ally    | Pino Pirovano     |
| Orca               | Gideon Emery  | Alberto Sette     |
| Meenu              | Tierra Roris  | Serena Clerici    |

## Accoglienza
| Punteggio aggregato       | Punteggio aggregato |
| ------------------------- | ------------------- |
| Metacritic                | 86/100              |
| Punteggi recensioni       |                     |
| Destructoid               | 9/10                |
| Electronic Gaming Monthly | 8,5/10              |
| Game Informer             | 9/10                |
| Game Revolution           | 4/5                 |
| GameSpot                  | 9/10                |
| GamesRadar                | 4/5                 |
| Giant Bomb                | 4/5                 |
| IGN                       | 7,5/10              |
| Polygon                   | 8,5/10              |
| VideoGamer.com            | 7/10                |